# Valdez SC
Váldez Sporting Club – ekwadorski klub piłkarski z siedzibą w mieście Milagro. działający w latach 1979–1997.

## Historia
Klub założony został 29 stycznia 1979 roku pod nazwą Club Deportivo Filanbanco z siedzibą w mieście Guayaquil. W pierwszej lidze klub zadebiutował w 1984 roku (7 miejsce). W następnym roku było 3 miejsce, a dwa lata później  największy sukces w historii - wicemistrzostwo Ekwadoru. W 1990 roku Filanbanco ostatni raz zagrał w pierwszej lidze pod starą nazwą, gdyż 21 stycznia 1991 roku klub przeniesiony został do miasta Milagro i zmienił nazwę na Váldez Sporting Club. Jeszcze w tym samym roku klub Váldez po raz drugi zdobył wicemistrzostwo Ekwadoru. Następnie po kolejnym okresie słabszej gry nastąpił spadek z pierwszej ligi w roku 1994. W 1997 roku klub został rozwiązany.

## Osiągnięcia

### Krajowe
- Serie A
  - drugie miejsce (2): 1987, 1991